# Francisco Valdés
Francisco Valdés Muñoz (Santiago, 19 de março de 1943 – Santiago, 10 de agosto de 2009) foi um ex-futebolista chileno da equipe do Colo-Colo do Chile.

## Biografia
Francisco Valdés (19 de março de 1943-12 de agosto de 2009) conhecido como "Chamaco", fez sua estreia como profissional pelo Colo-Colo em 1961 quando, no campeonato daquele ano, marcou 20 gols em 22 partidas. Foi campeão chileno em 1963. Em 1966, se desentendeu com o técnico da seleção chilena, Luis Alamos. Em 1969, foi acusado pela torcida e imprensa de ter "amarelado" em um jogo contra o Uruguai pelas eliminatórias da Copa do Mundo de 1970, mas, na verdade, estava machucado. Em 1970, atuou por empréstimo no time da Unión Española levando a equipe ao vice-campeonato daquele ano e acabou retornando ao Colo-Colo no ano seguinte. Os anos seguintes seriam esplêndidos para Valdés: conquista o campeonato chileno de 1972, leva a equipe pela primeira vez a uma final da Copa Libertadores da América em 1973, joga a Copa do Mundo de 1974 como capitão da seleção chilena, conquista a Copa do Chile e é eleito o melhor jogador do Chile nesse mesmo ano. Após 1974, sua carreira começa a entrar em declínio: em 1976, joga pelo Santiago Wanderers; em 1977, pelo Cobreloa na segunda divisão chilena. Volta ao Colo-Colo em 1978, mas já não é o mesmo. Encerra a carreira como jogador em 1983 atuando pelo inexpressivo Deportes Arica. Até a data de sua morte (10 de agosto de 2009) tinha uma carreira irregular como técnico de futebol.

## Equipes nas quias atuou
- Colo-Colo
- Unión Española
- Santiago Wanderers
- Cobreloa
- Deportes Arica

## Títulos
- Colo-Colo: Campeonato Chileno (1963, 1972); Copa Chile (1974)

## Artilharia em campeonatos
Colo-Colo
Campeonato chileno
- 1961 - 20 gols

## Curiosidades
- Francisco Valdés é o maior artilheiro da história do Colo-Colo com 180 gols.
- Valdés é também o maior artilheiro do futebol chileno de todos os tempos com 215 gols, um recorde ainda não superado.
- Em 1973, em uma atitude muito polêmica, apoiou o golpe militar desferido pelo general Augusto Pinochet contra o presidente legalmente constituído Salvador Allende. Já seu colega de time, Carlos Caszely, foi radicalmente contra o golpe.